# Castillane (insecte)
Trichiura castiliana
Pour les articles homonymes, voir Castillane.
Espèce
La Castillane (Trichiura castiliana) est une espèce de lépidoptères appartenant à la famille des Lasiocampidae.
- Répartition : sud de la France, péninsule Ibérique, Maroc.
- Envergure du mâle : 15 mm.
- Période de vol : d’octobre à novembre.
- Habitat : forêts de chênes.

## Taxonomie
Selon BioLib (4 aout 2019), il existe 2 sous-espèces :
- Trichiura castiliana castiliana (Spuler, 1908)
- Trichiura castiliana moghrebana Rungs, 1949

## Source
- P.C. Rougeot, P. Viette, Guide des papillons nocturnes d'Europe et d'Afrique du Nord, Delachaux et Niestlé, Lausanne 1978.